# 麹文泰
麴 文泰（きく ぶんたい、? - 640年、在位624年 - 640年）は、高昌国の王。麴伯雅の子。継母は北周の宗室の娘で隋の華容公主宇文玉波。また、レビラト婚によって宇文玉波を娶る。
玄奘三蔵が高昌国を経由した時は援助している。
630年、唐に入朝した。文泰の妻の宇文玉波は、唐の太宗に李姓を賜り、常楽公主に封ぜられた。その後、西突厥と同盟して、伊吾国を攻撃した。また唐と西域の間の通商路を遮断した。唐の太宗は文泰に入朝を求めたが、文泰は病と称して赴かなかった。そこで太宗は、高昌国に対して侯君集・薛万均らの討伐軍を派遣した。
文泰は唐軍がやってくると聞いて、
「唐国はここから7千里、砂漠で2千里を隔てており、地に水草は無く、冬の風は凍えるように寒く、夏の風は焼けるように暑い。砂漠の風の吹くところ、行く者の多くは死に、100人でもたどりつくことができないのに、どうして大軍を到達させることができようか? もしわが城下にたどり着けたとして、20日もすれば食糧は必ず尽き、おのずと魚の潰れたようになるだろう。それから捕虜にしてしまえばいい。何を心配することがあろうか」
と豪語した。
唐軍が磧口に到着したとき、文泰は狼狽してなすところなく、間もなく病死した。その子の麴智盛が王位を継いだ。